# Ácido nonadecanoico
El  ácido nonadecanoico o ácido nonadecílico, es un ácido graso saturado de 19 carbonos de fórmula química CH
3(CH
2)
17COOH. Forma sales y ésteres llamados nonadecanoatos. El ácido nonadecanoico se puede encontrar en grasas y aceites vegetales, aunque es poco común.  También está presente en algunos insectos, como el componente principal de la sustancia segregada con fines defensivos por los soldados de la termita Rhinotermes marginalis. 
El ácido nonadecanoico ha encontrado algunas aplicaciones en el campo de la lubricación de metales. 
El compuesto se puede preparar mediante oxidación con permanganato de 1-eicoseno.